# グラン・プレミオ・コスタ・デリ・エトルスキ
グラン・プレミオ・コスタ・デリ・エトルスキ(Gran Premio Costa degli Etruschi)はイタリア・トスカーナ州を舞台にして2月上旬に行われる自転車プロロードレースのワンデーレース。現在はUCIヨーロッパツアーの1.1カテゴリーに位置づけられている。

## 概要
1996年に創設。現在はサン・ヴィンチェンツォからドノラティコまでの193kmで争われる。
コース序盤～中盤にかけて若干の起伏はあるものの、全体を通してコースは平坦基調であり、そのため優勝者にはイタリアを代表するスプリンターの名前が並ぶ。
2005年から2011年までアレサンドロ・ペタッキが6連覇を達成している。

## 歴代優勝者
| 回数 | 年   | 優勝者                 | 国         |
| ---- | ---- | ---------------------- | ---------- |
| 1    | 1996 | ファブリツィオ・ギディ | イタリア   |
| 2    | 1997 | ビアージョ・コンテ     | イタリア   |
| 3    | 1998 | マリオ・チポリーニ     | イタリア   |
| 4    | 1999 | エンドリオ・レオーニ   | イタリア   |
| 5    | 2000 | マリオ・チポリーニ     | イタリア   |
| 6    | 2001 | ファビオ・サッキ       | イタリア   |
| 7    | 2002 | ユーリ・メトルシェンコ | ウクライナ |
| 8    | 2003 | ヤーン・キルシプー     | エストニア |
| 9    | 2004 | ユーリ・メトルシェンコ | ウクライナ |
| 10   | 2005 | アレサンドロ・ペタッキ | イタリア   |
| 11   | 2006 | アレサンドロ・ペタッキ | イタリア   |
| 12   | 2007 | アレサンドロ・ペタッキ | イタリア   |
| 13   | 2008 | アレサンドロ・ペタッキ | イタリア   |
| 14   | 2009 | アレサンドロ・ペタッキ | イタリア   |
| 15   | 2010 | アレサンドロ・ペタッキ | イタリア   |
| 16   | 2011 | エリア・ヴィヴィアーニ | イタリア   |
| 17   | 2012 | エリア・ヴィヴィアーニ | イタリア   |
| 18   | 2013 | ミケーレ・スカルポーニ | イタリア   |
| 19   | 2014 | シモーネ・ポンツィ     | イタリア   |
| 20   | 2015 | マヌエル・ベッレッティ | イタリア   |
| 21   | 2016 | グレガ・ボレ           | スロベニア |
| 22   | 2017 | ディエゴ・ウリッシ     | イタリア   |